# Urnieta
Urnieta is een gemeente in de Spaanse provincie Gipuzkoa in de regio Baskenland met een oppervlakte van 22 km². Urnieta telt 6.247 inwoners (1 januari 2016).

## Demografische ontwikkeling
Bron: INE, 1857-2011: volkstellingen
Opm.: In 1986 werd een deel van het grondgebied afgestaan aan de nieuwe gemeente Lasarte-Oria

## Geboren
- Mikel Iturria (1992), wielrenner